# Prefectura de Tochigi
La prefectura de Tochigi (en japonès: 栃木県, Tochigi-ken) és una prefectura del Japó localitzada a la regió de Kanto, a l'illa de Honshu. A data de juny de 2019, la prefectura comptava amb una població total de 1.943.886 habitants en una superfície geogràfica de 6.408 km². La prefectura de Tochigi limita amb la prefectura de Fukushima al nord, amb la prefectura de Gunma a l'oest, amb la prefectura de Saitama al sud i amb la prefectura d'Ibaraki al sud-est.
La capital prefectural i municipi més poblat de Tochigi és la ciutat d'Utsunomiya, sent altres municipis importants de la prefectura les ciutats d'Oyama, Tochigi i Ashikaga. La prefectura de Tochigi és una de les huit prefectures del Japó sense accés a la mar, sent un destí turístic popular al Japó la regió nord, de caràcter muntanyós. La regió septentrional de Nasu és coneguda pels seus onsens o aigües termals, el seu sake de producció local, els complexos d'esquí, la vila d'estiueig de la Família Imperial del Japó i l'estació de Nasuhiobara, on arriba la línia de shinkansen o tren bala. La ciutat de Nikko, amb els seus santuaris xintoistes i els temples budistes, és Patrimoni de la Humanitat de la Unesco.
A l'àmbit polític, el governador de la prefectura és el conservador Tomikazu Fukuda, qui governa Tochigi des de 2004. Pel que fa al poder legislatiu, el Partit Liberal Democràtic, de centredreta, té una ampla majoria a l'assemblea prefectural.

## Geografia

Mapa físic de Tochigi

### Física
La prefectura de Tochigi està situada a la regió geopolítica de "Kanto-nord", al nord-est de la regió de Kanto. Localitzat al centre de la prefectura es troba la plana més gran de tota la regió de Kanto. Els monts Shirane (2.578 m), Nantai (2.484) i Nasudake (1.917) es troben a la regió septentrional de la prefectura. Els rius Watarase, Nakagawa i Kinugawa naixen a la prefectura i flueixen per tota la plana de Kanto per desenbocar a l'oceà pacífic. Tochigi és la huitena prefectura més gran del Japó per superficie, amb una extensió total de 6.408,09 quilòmetres quadrats. A data de l'1 d'abril de 2012, el 21 percent de la superfície total de la prefectura era designada parc natural, com el parc nacional de Nikkō, el parc nacional d'Oze i uns altres huit parcs naturals prefecturals més.

### Clima
El clima de la prefectura de Tochigi pot ser classificat com una zona templada humida amb fortes canvis i variacions de temperatura. Els hiverns són de caràcter àrid i amb vents forts i secs. L'estiu, en canvi, és càlid i húmid amb tempestes elèctriques freqüents. El clima a Tochigi canvia prou comparant el sud amb el nord de la prefectura, aquest darrer més fred.

### Política
Situada entre les prefectures interiors del nord de la regió de Kanto, la prefectura de Tochigi limita amb les prefectures d'Ibaraki, Gunma, Saitama i Fukushima.

#### Municipis més poblats
Els municipis amb més habitants són els següents:
Tot i això, a la prefectura encara hi han més municipis de menys població que els que ací s'especifiquen.

## Història

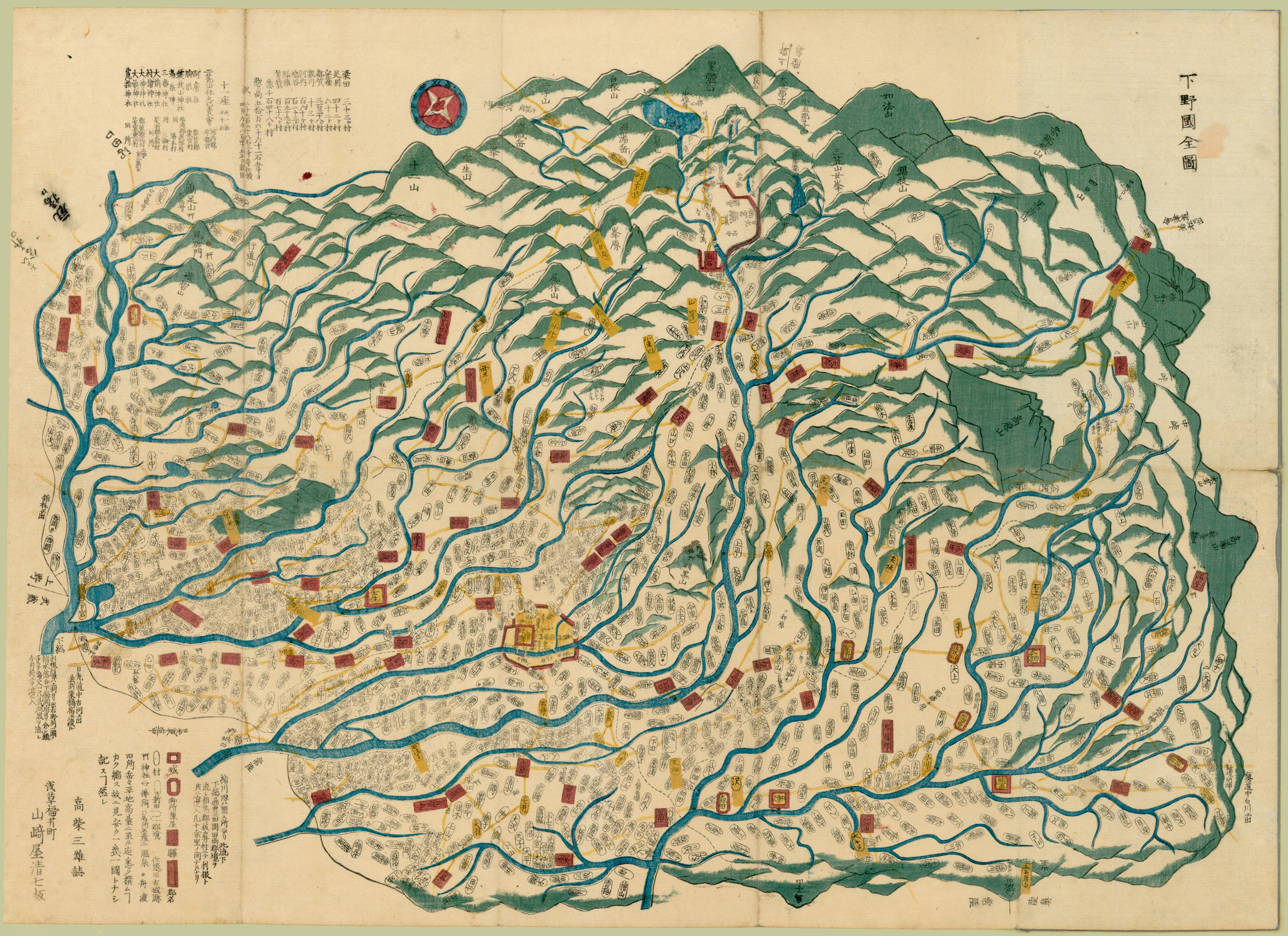
Mapa de la província de Shimotsuke

Fins a l'era Meiji, el territori que actualment compren la prefctura de Tochigi era conegut com a la província de Shimotsuke. Els que foren governants del Japó durant més de dos segles, el clan Ashikaga, provenia de la ciutat que actualment porta el seu nom, a la província de Shimotsuke. A principis del segle XV, l'escola Ashikaga, l'institució d'educació superior més antiga del Japó, torna a estar en actiu i arribant a tindre fins a 3.000 estudiants al segle xvi. Sant Francesc Xavier, en tornar a Europa, va presentar a Ashikaga com la millor "universitat" del Japó. A principis del segle xvii, el Japó comença el període Tokugawa, dirigit per Tokugawa Ieyasu. Després de sa mort, es va construir a la ciutat de Nikko un complex religiós i funerari a la seua memòria i la dels seus descendents. Posteriorment, el bakufu Tokugawa va crear el Nikkō Kaidō o "Camí de Nikko", que anava des de Nihonbashi (actual Chūō) a Edo fins al Santuari de Tōshō, a Nikko. El bakufu va incentivar les visites i processons per tal d'honorar la figura del fundador de la dinastia, Tokugawa Ieyasu.
Ja a mitjans del segle xix i després de la guerra Boshin, el bakufu va caure i la nova administració de l'era Meiji va dissoldre les antigues províncies per donar pas a les actuals prefectures. En el cas de Tochigi, la província de Shimotsuke va ser dissolta i es fundaren les prefectures de Nikkō i d'Utsunomiya. La capital s'instaurà a la ciutat de Tochigi quan les dues prefectures va unir-se el 1873 formant l'actual prefectura de Tochigi. No obstant això, l'any 1884 la capital va passar a ser la ciutat d'Utsunomiya. El març de 2011, després de l'accident nuclear de Fukushima I, els nivells de radiació nuclear a Utsunomiya foren 33 vegades més alts d'allò comú.

## Política i govern

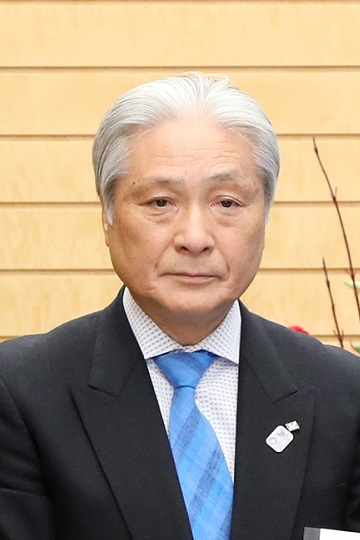
Tomikazu Fukuda, governador des de 2004

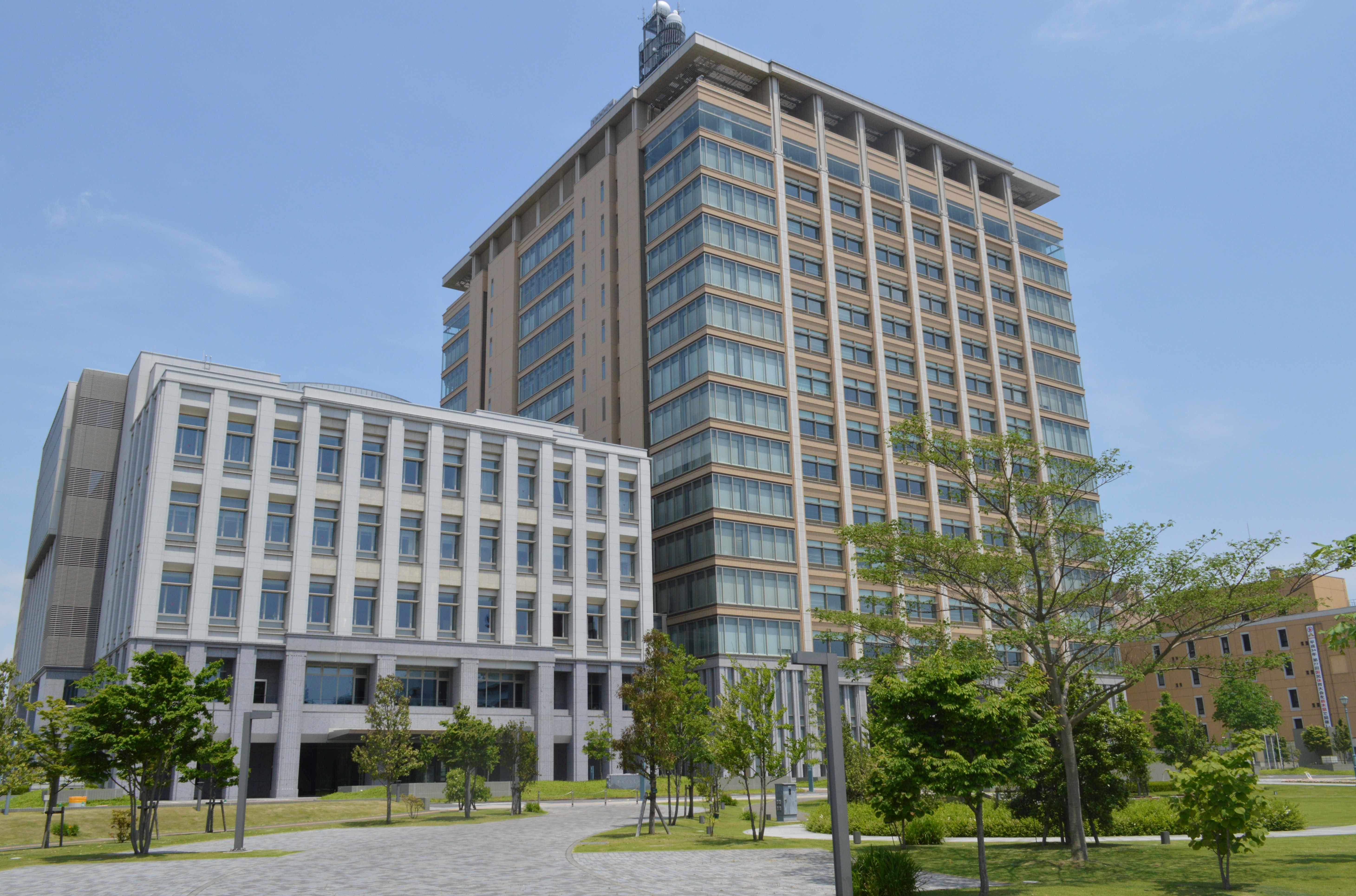
Assemblea i govern prefectural

### Governadors
En aquesta taula només es reflecteixen els governadors democràtics, és a dir, des de l'any 1947.
| Governador       | Inici del mandat | Fi del mandat | Partit | Partit  |
| Juukichi Kodaira | 1947             | 1955          |        | PLJ-PPJ |
| Kiichi Ogawa     | 1955             | 1959          |        | Ind     |
| Nobuo Yokokawa   | 1959             | 1974          |        | PLD     |
| Yuzuru Funada    | 1974             | 1984          |        | PLD     |
| Fumio Watanabe   | 1984             | 2000          |        | Ind     |
| Akio Fukuda      | 2000             | 2004          |        | Ind     |
| Tomikazu Fukuda  | 2004             | -             |        | PLD     |

### Assemblea Prefectural
| Partit | Partit                    | Partit  | Membres |
| ------ | ------------------------- | ------- | ------- |
|        | Partit Liberal Democràtic | PLD     | 33 / 50 |
|        | Club Democràtic Ciutadà   | PDC-PDG | 6 / 50  |
|        | Kōmeitō                   | KMT     | 3 / 50  |
|        | Partit Comunista del Japó | PCJ     | 1 / 50  |
|        | Independents              | Ind     | 7 / 50  |
|        | Escons vacants            |         | 0 / 50  |

## Demografia

Mapa de creixement demogràfic per municipi. El verd simbolitza el creixement positiu, el roig, el negatiu.

| 1920      | 1930      | 1940      | 1950      | 1960      | 1970      | 1980      |
| --------- | --------- | --------- | --------- | --------- | --------- | --------- |
| 1.046.479 | 1.141.737 | 1.206.657 | 1.550.462 | 1.513.624 | 1.580.021 | 1.792.201 |
| 1990      | 2000      | 2010      | 2020      | 2030      | 2040      | 2050      |
| 1.935.168 | 2.004.817 | 2.007.683 | 1.934.188 | -         | -         | -         |

## Transport

### Ferrocarril
El Tōhoku Shinkansen i la línia Utsunomiya són les dues línies de ferrocarril principals que operen al nord i al sud de Tochigi. El shinkansen va des de l'estació de Tòquio a l'estació d'Oyama, al sud de Tochigi en 43 minuts. Es pot arribar a l'estació d'Utsunomiya en només 48 minuts i moltes altres parts de Tochigi es troben dins de l'abast dels desplaçaments diaris des del centre de Tòquio. Cap a l'est i l'oest les línies Mito i Ryōmō connecten Tochigi amb Ibaraki i Gunma respectivament. El transport ferroviari de mercaderies està servit per la terminal de mercaderies d'Utsunomiya. Les companyies ferroviàries que operen a Tochigi són les següents:
- Companyia de Ferrocarrils del Japó Oriental (JR East)
- Ferrocarril Tōbu
- Ferrocarril de Mōka
- Ferrocarril de Yagan
- Ferrocarril Keikoku Watarase

### Xarxa viària
Travessant la prefectura de nord a sud i connectant amb altres parts del Japó existeix l'autopista de Tōhoku i la nova i vella nacional 4. Des de l'est a l'oest passa la nacional 50, connectant el sud de la prefectura amb les veïnes d'Ibaraki i Gunma. Una altra via que connecta les prefectures del nord de Kantô és l'Autopista del Nord de Kantō o Kita-Kantō. Aquesta autopista uneix el nord de Kantô amb altres vies com l'autopista de Tôhoku; l'autopista Jōban, que uneix l'àrea metropolitana de Tòquio amb la capital d'Ibaraki, Mito i l'autopista Kan-etsu, que connecta l'àrea metropolitana de Tòquio amb la prefectura de Niigata.

### Aeri
L'aeroport de Fukushima es troba a una hora d'Utsunomiya per l'autopista de Tōhoku. La majoria dels vols nacionals i internacionals cap a Tochigi són a l'Aeroport Internacional de Narita, a la ciutat homònima de la prefectura de Chiba, aproximadament a tres hores per carretera des d'Utsunomiya.

## Cultura

### Gastronomia

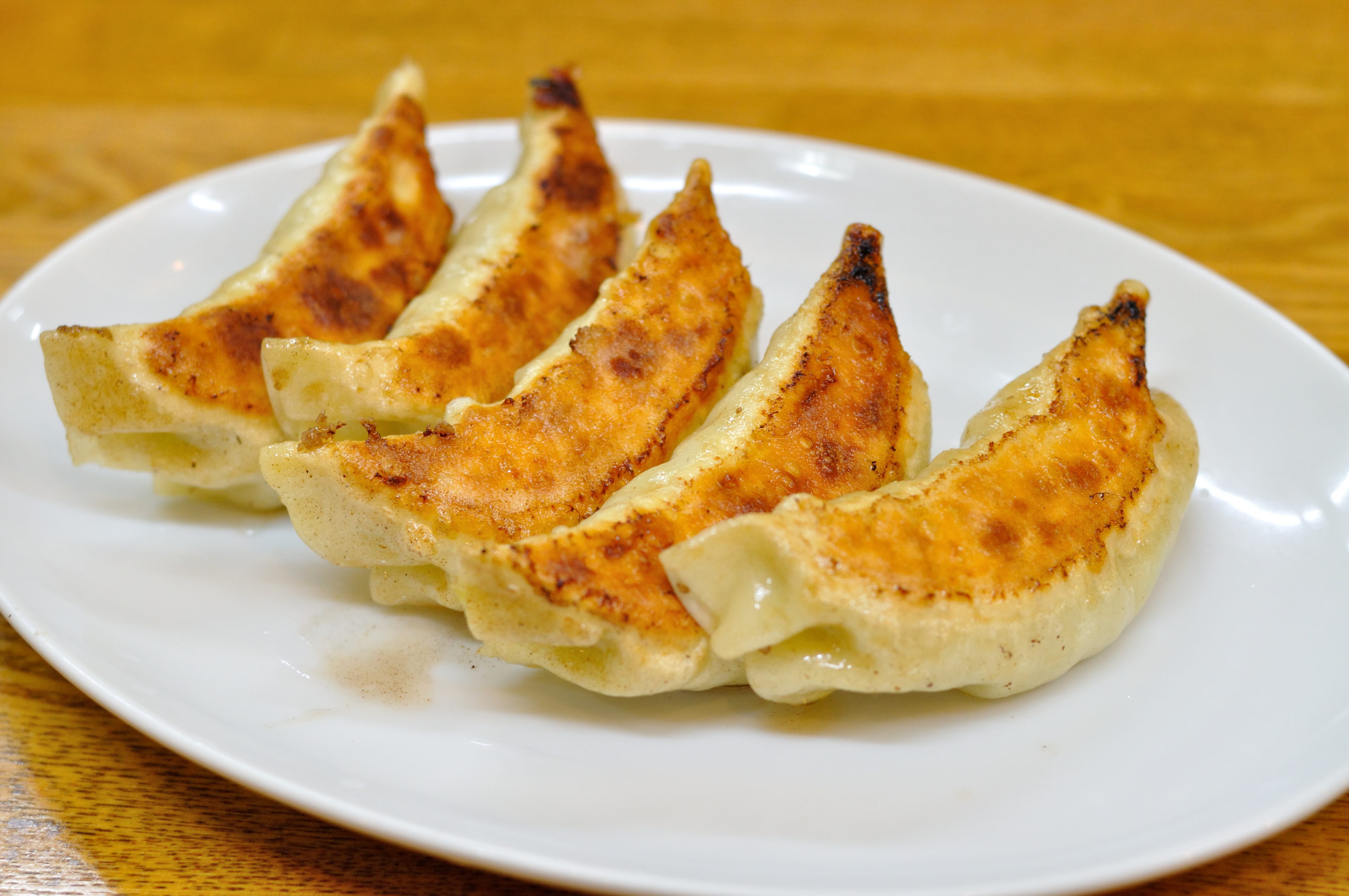
Gyôza

- Gyōza: És el plat per excel·lència d'Utsunomiya, la capital, coneguda nacionalment per això.[13] El gyôza és un plat d'origen xinés i es diu que arribà a Utsunomiya després que els soldats japonesos tornaren de Manxúria. Segons la seua preparació existeixen tres variants:[14]
  - Yaki gyôza: Són els més típics i com indica el seu nom, estan fregits a una sarten.
  - Sui gyôza: Aquests es fan bollits i servits amb un brou d'aigua on s'han bollit.
  - Age gyôza: Són els menys frequents i es fan fregits en abundant oli, el que fa que tinguen una cobertura més forta i crocant.
- Lemon Milk: La Lemon Milk o llet de llima en català és la beguda predilecta de la prefectura de Tochigi. Com el seu nom indica, es tracta de llet de vaca amb aroma de llima. La llet només està aromatitzada i coloritzada perque si s'afegir suc de llima a la llet, aquesta quallaria i perdria el seu estat líquid.[13]